# La Selve (Aveyron)
La Selve è un comune francese di 672 abitanti situato nel dipartimento dell'Aveyron nella regione dell'Occitania.

## Società

### Evoluzione demografica
Abitanti censiti